# Nexity
Nexity (Euronext: NXI) es una empresa francesa que se centra en el desarrollo inmobiliario y la prestación de servicios relacionados. La empresa fue fundada en 2000 en París.
Nexity opera como una empresa de desarrollo inmobiliario en Europa. Sus áreas de trabajo incluyen propiedades residenciales, edificios de oficinas, oficinas, parques comerciales, almacenes, centros de distribución, instalaciones de oficinas y hoteles. La empresa también ofrece servicios de inversión inmobiliaria, gestión de activos y propiedades residenciales y comerciales. Esto se lleva a cabo a través de varias divisiones.